# Маркетингова комунікація
Ма́ркетингова комуніка́ція (англ. marketing communication) або просування (англ. promotion) — один з чотирьох елементів маркетинг-міксу, який являє собою інтегрований набір засобів комунікації, що застосовується для передачі повідомлень від виробника або продавця продукції до його цільових ринків.

## Вступ
Маркетингова комунікація охоплює будь-яку діяльність підприємства, спрямовану на інформування, переконання, нагадування споживачам та ринку в цілому про свої товари і свою діяльність.
Інформативна реклама — реклама, яку застосовують для повідомлення споживачів про новий товар або про нову особливість товару, а також для формування первинного попиту.

## Процес комунікації
Див. статтю Комунікація.
Процес комуніка́ції — процес передачі, обміну інформацією, результатом якого є усвідомлення інформації для прийняття відповідних рішень, наприклад, мотивації певної поведінки споживача. Термін «комунікація» походить від лат. communis, що означає «спільне». Отже важливим елементом комунікації є не просто передача інформації, а намагання поширити зміст повідомлення, встановити єдність (спільність) його сприйняття.
Модель процесу комунікації можна представити як взаємодію п'ятьох елементів:
- Відправник — хоче донести свою ідею чи концепцію до споживача;
- Одержувач інформації — споживач, якому адресовано повідомлення;
- Повідомлення — відповідний код, група символів, що уособлюють інформацію для передачі;
- Канал зв'язку — засіб, за допомогою якого відбувається передача повідомлення;
- Петля зворотнього зв'язку — забезпечує контроль успішності передачі повідомлень, дає змогу виявити, чи було досягнуто розуміння.

Комунікаційний канал — засіб, за допомогою якого відбувається переміщення повідомлення від відправника до одержувача. Реклама, комплекс зв'язків з громадськістю тощо є каналами або засобами комунікації.
Канали неособистої комунікації — канали комунікації, що поширюють повідомлення, коли немає особистого контакту або зворотного зв'язку; включають в себе основні засоби масової інформації, створення специфічної атмосфери і організацію різних заходів.
Канали особистої комунікації — канали, якими двоє або кілька осіб спілкуються один з одним напряму. Це спілкування, наприклад, двох співрозмовників, лектора з аудиторією, телефонний контакт і навіть особисте листування.

## Інтегровані маркетингові комунікації
Інтегровані маркетингові комунікації (англ. integrated marketing communications) — концепція спільного використання всіх видів маркетингових комунікацій, виходячи з загальних цілей. Комунікації при цьому взаємодоповнюють одна одну. Виникає ефект синергії, що дозволяє досягти ефективності, яку неможливо досягнути при використанні окремих видів маркетингових комунікацій.

## Розробка ефективних комунікацій
Зазвичай виділяють такі етапи розробки програми комунікацій:
1. Визначення цільової аудиторії.
2. Розробка цілей комунікації відповідно до загальних маркетингових цілей підприємства.
3. Створення повідомлення.
4. Вибір каналів (засобів) комунікацій.
5. Визначення загального бюджету маркетингових комунікацій.
  - Метод конкурентного паритету — виділення на бюджет просування суми, відповідної витратам конкурентів.
  - Метод розрахунку в процентах до суми продажу — розрахунок бюджету просування в певному процентному виразі від поточного виторгу або виторгу, що прогнозується, або як процент від ціни товару.
  - Метод розрахунку від готівкових коштів — виділення компанією такої суми на просування товару, яку вона, на її думку, може собі дозволити
6. Прийняття рішень про комплекс просування.
7. Оцінка результатів комунікації.
8. Управління процесом інтегрованих комунікацій.

Сила впливу — якісна величина, що оцінює міру впливу звернення, поданого за допомогою даного засобу поширення.

## Комплекс просування
Комплекс просування об'єднує п'ять основних засобів впливу на цільові сегменти ринку: рекламу, стимулювання збуту, персональний продаж, зв'язки з громадськістю, прямий маркетинг. Нижче наведено основні характеристики елементів комплексу просування:
Реклама (телевізійна реклама, друкована реклама, зовнішня реклама, реклама у кінотеатрах тощо):
- широке охоплення аудиторії;
- дешева в розрахунку на одного отримувача;
- багаторазове повторення повідомлення;
- дає змогу фірмі ефективно та наочно представити товар;
- безособовий характер;
- реклама — це монолог;
- дуже дорога (телереклама).

Стимулювання збуту (купони, цінові знижки, змагання, ігри, премії, подарунки):
- інформативність;
- привабливість;
- заклик до дії (покупки);
- короткостроковий характер ефекту в зростанні продажу.

Персональний продаж (товарні презентації, торгові семінари, торгові виставки, ярмарки):
- прямий характер;
- сприяє встановленню тривалих особистих стосунків;
- припускає певну реакцію покупця;
- здатність споживачу побачити та відчути товар;
- найдорожчий вид комунікації (у розрахунку на один контакт);
- складнощі в разі зміни торгового персоналу.

Зв'язки з громадськістю (виступи, публікації, спонсорство, лобіювання):
- висока ступінь правдоподібності;
- широке охоплення цільової аудиторії;
- ефективне представлення товару.

Прямий маркетинг (телемаркетинг, пошта, купівля через електронну пошту):
- немасовий: повідомлення адресовано конкретній особі;
- зорієнтований на споживача: повідомлення може бути змінено під час звернення до конкретної особи;
- оперативний: повідомлення до конкретної особи може бути складено дуже швидко;
- легко контролюється його ефективність, спеціальними дослідженнями;
- такий, що оновлюється: повідомлення можна змінити.

## Сучасні інструменти маркетингових комунікацій
Маркетинг впливу (influence marketing) — тип маркетингу в соціальних мережах, який використовує лідерів думок — людей, які мають відданих соціальних підписників і вважаються експертами у своїй ніші. Найчастіше використовуються такі формати:
- огляд товару від блогера;
- прямий ефір з блогером;
- брендування заголовка або профілю;
- блогер — амбасадор бренду;
- закриті вечірки та прес-тури з блогером;
- товар в акаунті блогера з позначкою та рекомендацією;
- залучення великої кількості блогерів одночасно;
- розміщення продукту у відео чи публікаціях;
- ведення облікового запису бренду протягом одного дня (тижня);
- різні спецпроекти;
- розпакування посилок з товаром;
- конкурси та розіграші з подарунками за підписку, відмітки друзів, публікацію контактів.